# اداره دولتی علوم، فناوری و صنعت برای دفاع ملی چین
اداره دولتی علوم، فناوری و صنعت برای دفاع ملی ( SASTIND ;国家国防科技工业局) یک آژانس غیرنظامی زیر نظر وزارت صنعت و فناوری اطلاعات چین است که وظیفه تدوین سیاست ها، قوانین و مقررات مربوط به علم، فناوری، و صنایع مرتبط با دفاع ملی. که در سال 2008 تأسیس شد، مسئولیت‌های آن شامل هماهنگی و ارتقای توسعه فناوری دفاعی، نظارت بر فعالیت‌های فضایی چین و رسیدگی به هرگونه همکاری بین‌المللی در این حوزه‌ها می‌شود. 

### همکاری بین المللی
در ژوئیه 2018، اداره دولتی علوم، فناوری و صنعت برای دفاع ملی با دولت کویت توافق نامه ای برای افزایش همکاری در صنعت دفاعی امضا کرد. 

### نهادهای مرتبط

#### آژانس های شورای دولتی
- سازمان انرژی اتمی چین (CAEA)
- اداره ملی فضایی چین (CNSA)

دانشگاه های ملی
- موسسه فناوری پکن
- دانشگاه هوانوردی و فضانوردی پکن
- دانشگاه مهندسی هاربین
- موسسه فناوری هاربین
- دانشگاه پلی تکنیک نورث وسترن
- دانشگاه هوانوردی و فضانوردی نانجینگ
- دانشگاه علم و صنعت نانجینگ

تصور می شد که چندین شرکت توسط شرکت قبلی آن COSTIND اداره می شود:
- شرکت صنعت هوانوردی چین I
- شرکت صنعت هوانوردی چین II
- شرکت گروه صنایع شمالی چین
- شرکت گروه صنایع جنوبی چین
- شرکت صنعت کشتی سازی چین
- شرکت کشتی سازی دولتی چین
- شرکت علوم و فناوری هوافضای چین
- شرکت ماشین آلات و الکترونیک هوافضای چین
- شرکت ملی هسته ای چین
- شرکت فناوری الکترونیک چین
- گروه مهندسی و ساخت و ساز هسته ای چین

## لینک های خارجی
- اداره دولتی علوم، فناوری و صنعت برای دفاع ملی (SASTIND) از ابتکار تهدید هسته ای

الگو:People's Liberation Armyالگو:State Council of the People's Republic of China